# Барлођени (Мехединци)
Барлођени (рум. Bârlogeni) насеље је у Румунији у округу Мехединци у општини Стангачауа. Oпштина се налази на надморској висини од 167 m.

## Становништво
Према подацима из 2002. године у насељу је живело 181 становника, од којих су сви румунске националности.